# 9,10-ジヒドロキシアントラセン
9,10-ジヒドロキシアントラセン (9,10-dihydroxyanthracene) は、アントラキノン(AQ)のヒドロキノンである。あらゆる工業過程で酸化還元触媒として使われるAQより生成する。アルカリ溶液に溶けやすく、その溶液は溶解アントラキノン (SAQ) と呼ばれる。